# Kreiskrankenhaus Demmin

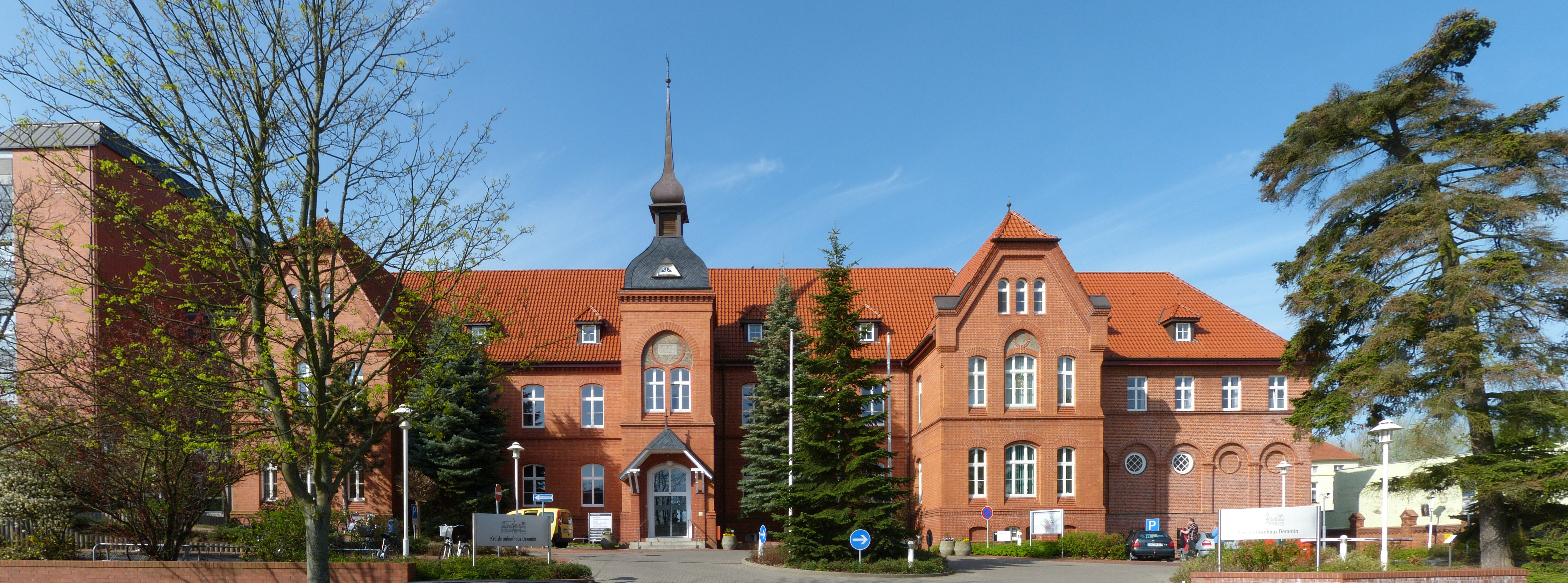
Kreiskrankenhaus Demmin 2012

Der Altbau des Kreiskrankenhauses Demmin (KKH) in Demmin (Mecklenburg-Vorpommern), Wollweberstraße 21, wurde 1900 gebaut und bald Rotes Krankenhaus genannt.
Das Gebäude steht unter Denkmalschutz.

## Geschichte
Die Hansestadt Demmin mit 10.523 Einwohnern (2020) wurde als Burg und civitas maxima 1075 erstmals erwähnt.
1566 wirkte in Demmin ein Khur-Chirurg und Wundarzt in einem ständigen kleinen Krankenhaus. 1618/19 gab es das Pesthaus. Die Choleraepidemie in Demmin von 1831 bis 1866 forderte 800 Tote und im Schützenhaus war das Seuchenkrankenhaus. Ab 1845 gab es ein Kranken-, Arbeits- und Waisenhaus in der heutigen August-Bebel-Straße. 1860 wurde Demmin mit der Ostkaserne Garnisonsstadt und in der Lindenstraße, Ecke Nonnensteig, entstand ein Kranken- und Siechenhaus.
Das zweigeschossige, verklinkerte, historisierende damals städtische Krankenhaus mit den zwei seitlichen Giebelrisaliten und dem mittigen Türmchen über dem Portal mit einem Glockenhelm, einer Laterne und der Zwiebelspitze stammt von 1900. Es hatte 56 Betten. Es folgten 1922 An- und Umbauten.
Von 1940 bis 1967 wurden zwei Gartenhäuser als Infektionsstation und später als chirurgische Station genutzt. 1946 entstand in der Westkaserne Demmin das sogenannte „Weiße Krankenhaus“ als Teil der Anstalt, in der 1959 die Kinderabteilung aufgebaut wurde und 1983 die Rheumatologie. Es folgten weitere Bauten u. a. 1962 bis 1968 für die Gynäkologie und Geburtshilfe in einem gelben Klinikbau. Der Botanische Garten stammt von 1974.
Von 1993 bis 1995 wurde neben dem 2001 sanierten Altbau ein zwei- bis viergeschossiger Neubau nach Plänen der Architekten MHB (Berlin, Rostock, Wismar) errichtet mit zwei weiteren Bauabschnitten von 1998 bis 2002 und Nebenanlagen wie dem Hubschrauberlandeplatz.
2021 hat das KKH Demmin 193 stationäre und 10 tagesklinische Betten in den Kliniken für Innere Medizin, Rheumatologie, Chirurgie, Gynäkologie und Geburtshilfe, Kinder und Anästhesiologie und Intensivtherapie sowie Belegabteilungen für Urologie und Augenheilkunde. Weiterhin werden Außenstellen in Neukalen und Malchin betrieben. Das KKH ist auch Lehrkrankenhaus.